# 植木雄輔
植木 雄輔（うえき ゆうすけ、1931年（昭和6年） - 2021年（令和3年）5月12日 ）は、日本のジャーナリストである。日本記者クラブ会員、産経新聞政治部記者、フジテレビ報道センター室長を務めた。その後、フジサンケイ静止画情報制作の代表取締役社長となる。岡山県新見市出身。

## 経歴

### 生い立ち
1931年（昭和6年）岡山県阿哲郡美穀村正田（現・新見市正田）にて出生する。1944年（昭和19年）、旧制岡山県立高梁中学（現：岡山県立高梁高等学校）へ進学した。
第二次世界大戦を経て、植木が旧制中学5年制の時に、1948年（昭和23年）学制改革により、これまでの旧制小中高帝国大学（6・5・3・3）から新制（6・3・3・4）へ変更となり、新制岡山県立高梁第一高等学校が旧制高梁中学の後を継ぎ誕生する。植木は、旧制中学5年から、新制高梁高校の高校2年生として編入学する。1950年（昭和25年）同校の1回生として卒業する。

### 産経新聞記者として
その後、大学進学を経て、1954年（昭和29年）産経新聞へ入社し、神戸支局の加古川酒場の取材担当となる。1956年には、同社の加古川通信部へ異動する。この後、産経新聞本社の東京政治部へ異動し、政治部記者として活動する。1965年（昭和40年）には、首相官邸記者となる。当時、アメリカの占領下にあった沖縄へ佐藤栄作首相が訪問するにあたり、植木も同行することとなる。
首相よりも1週間早く現地沖縄入りし、事前取材も終え、同年8月19日に佐藤首相と合流する。首相が「沖縄の祖国復帰が実現しない限り、日本の戦後は終わらない」と発言し、この有名な発言の現場に植木も記者として居合わせることとなる。この後、沖縄は日本へ返還されるが、この時の取材で沖縄に人脈ができ、その後の普天間基地問題等、沖縄問題について造詣を深めることとなる。
1970年（昭和45年）には、フジテレビへ異動となり、ニュース部副部長となる。1972年（昭和47年）には、日中国交正常化にあたり、田中角栄首相が中国の北京へ向かうが、植木もニュース部として派遣される。その当時珍しかった、カラーでの中継とするためNHKをはじめ、民放各社と協力し、日中の放送技術者や翻訳者を含めて総勢200人もの動員を行い日中会談を速報した。首相一行が帰省した後、親しくなった中国側の通訳と万里の長城へ出かけ、上海テレビの社長と共に夕食を取った。
1974年（昭和49年）には、42歳で同社の報道番組部長へ昇進する。報道番組部からニュース部へ名称が変更となった後も同部長を務めた。1979年には、地元の新見市で市政25周年記念式典に植木が来賓として呼ばれ、「最近の内外情勢について」と題する記念講演が行われた。
当時のフジテレビ報道局は、トップ陣が産経新聞政治部記者出身で占められていた。部長を7年務めた後、1981年（昭和56年）49歳のとき、植木は報道センター室長となる。また、古巣の産経新聞・電波企画室長も兼務する。1980年（昭和55年）10月1日に東北交響楽連盟が発足し、産経新聞が大株主となり、植木は同連盟の取締役に就任する。1987年（昭和62年）には、56歳でフジサンケイ静止画情報制作の代表取締役社長となる。
その後、フジテレビを退社するが、その後もジャーナリストとして活動している。また、2002年（平成14年）には、母校である高梁高校の同窓会支部長となり、新聞記者としての経験を活かし、編纂や取りまとめを行っていた。
2021年（令和3年）5月12日、89歳で死去した。